# Barauli
Barauli är en ort i Indien.   Den ligger i distriktet Gopālganj och delstaten Bihar, i den nordöstra delen av landet, 800 km öster om huvudstaden New Delhi. Barauli ligger 73 meter över havet och antalet invånare är 37 302.
Terrängen runt Barauli är mycket platt. Runt Barauli är det tätbefolkat, med 982 invånare per kvadratkilometer. Närmaste större samhälle är Gopālganj, 17,4 km nordväst om Barauli. Trakten runt Barauli består till största delen av jordbruksmark.